# Dorna Candrenilor (gmina)
Dorna Candrenilor – gmina w Rumunii, w okręgu Suczawa. Obejmuje miejscowości Dealu Floreni, Dorna Candrenilor i Poiana Negrii. W 2011 roku liczyła 3081 mieszkańców.